# 東海大学付属望星高等学校
東海大学付属望星高等学校（とうかいだいがくふぞくぼうせいこうとうがっこう）は、東京都渋谷区富ヶ谷二丁目にある私立通信制高等学校で全国に14校ある東海大学付属高校の一つ。また神奈川県綾瀬市にある生蘭高等専修学校の技能連携先にもなっている。

## 概要
前身は、東海大学付属高等学校通信教育部として発足。1963年（昭和38年）4月付属高等学校から独立した。
他の付属とは違う独特な特色を持つ付属校で、二学期制であるため春と秋に入学できる。望星高校の隣には学校法人東海大学の法人本部があり、近隣には東海大学観光学部の学生が学ぶ、東京キャンパス渋谷校舎がある。
歴史は他の付属高校の中でも古く、東海大学付属浦安高等学校との兄弟校と位置づけられている。校名の「望星」は東海大学の建学の精神の一つ「若き日に汝の希望を星につなげ」から名付けられており、校名には創立者松前重義の思い入れがある。なお学園内には「望星」とつく機関や出版物がいくつかある（例えば、望星学塾や望星寮、学園誌『望星』など）。
かつては、東京本校以外の4ヶ所にも分校舎があったが、北海道・静岡・福岡は2010年、熊本は2015年に募集停止した。現在は東京都渋谷区の東京校のみで教育活動を展開している。なお、神奈川県綾瀬市にある生欄高等専修学校の技能連携先として、東海大付属望月望星高校となっている。

## 教育方針
```
若き日に汝の思想を培え
若き日に汝の体躯を養え
若き日に汝の知能を磨け
若き日に汝の希望を星につなげ
 （東海大学建学の精神）
```

「望星」の由来は「若き日に汝の希望を星につなげ」であり、創立者松前重義の同校への強い思いが込められている。
- 人間性を重んじ、生徒の個性を伸ばして心豊かな人材を育成する。
- 基礎基本の徹底と学びの楽しみを通して、知的好奇心の高揚をはかる。
- 自ら考える態度と正しい判断力を養い、モラルと社会性を身につけた人材を育成する。

通信制高校の中でも学習指導や生徒指導に特に力を入れている。学習指導では安易な単位認定は行わず、レポートの不出来や定期試験の結果によっては単位が認定されないこともある。また、数学Ⅲやコミュニケーション英語Ⅲなど他の通信制高校ではあまり開講されない科目も設定されており、このことからも大学進学を中心にした教育を行っていることがうかがえる。生徒指導では厳しい校則で生徒を管理することはないが、挨拶やマナーは徹底しており、高校卒業後を見据えた指導をしている。
多くの通信制高校は出願のみで入学できるが、同校は入学試験を実施しており合格者を選抜している（不合格になる場合もあり、特に転入学や編入学を希望する際は第二志望以下の検討も必要となる）。

## 沿革

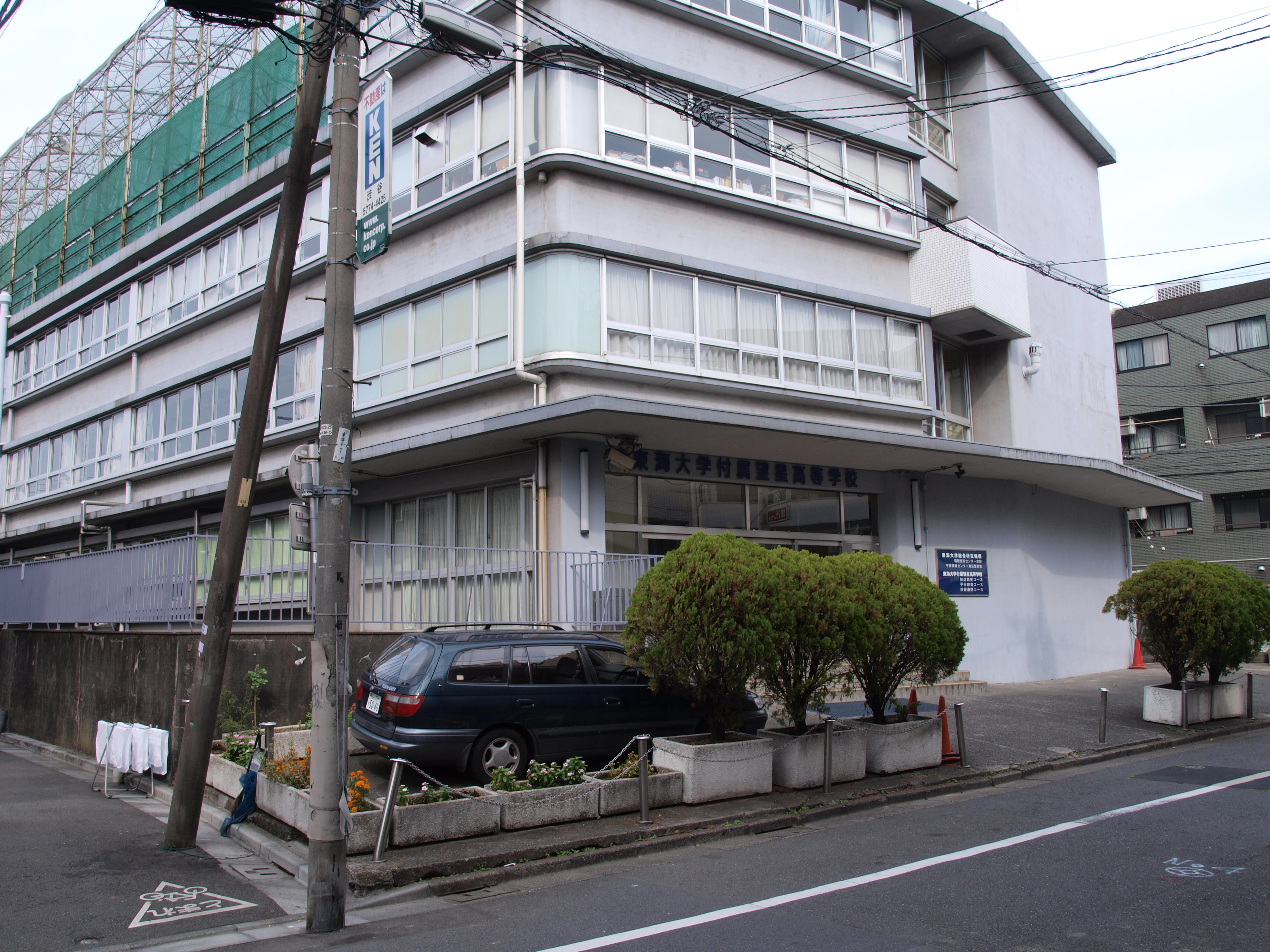
旧校舎

- 1959年3月 - 東海大学付属高等学校通信教育部として開設
- 1959年5月 - FM東海実験局（現実験試験局）より教育番組「高校通信教育講座」放送開始
- 1963年4月 - 東海大学付属望星高等学校として独立
- 1970年4月 - FM東京（通信教育講座を継承）
- 1975年3月 - 広域通信制高等学校となる
- 1976年4月 - 静岡校開設
- 1979年3月 - 技能連携コース開設
- 1981年5月 - 現在地に校舎移転､独立の校舎を保有
- 1983年4月 - 水曜スクーリング開始（東京校のみ）
- 1988年4月 - 通信教育講座は独立音声放送に移行
- 1989年4月 - 熊本校開設 単位制コース開設
- 1990年4月 - 北海道校開設
- 1991年4月 - 福岡校開設
- 1995年4月 - ミュージックバード|衛星放送（CS-PCM）による通信教育講座開始
- 1998年3月 - FM東京による通信教育講座を廃止
- 1998年4月 - 通信教育講座は衛星放送に全面移行
- 1999年4月 - 二学期制（春学期・秋学期）を開始
- 2000年4月 - 単位制高等学校　通信教育課程として、無学年制を完全実施、各コース名を変更。
- 2000年10月 - 秋季募集開始
- 2010年4月 - 北海道校、静岡校、福岡校の生徒募集停止。東京校、熊本校の2校体制になる。 インターネット配信による通信教育講座を開始。
- 2013年4月 - 熊本校の生徒募集停止。 衛星放送による通信教育講座を廃止。
- 2016年4月 - コース制を廃止。「東海大学付属望星高等学校」として一本化した上で、全生徒が毎日の登校も可能に。
- 2019年4月 - 校舎建て替えに伴い、約200メートル先の東海大学代々木校舎を仮校舎として使用
- 2021年4月 - 校舎建て替え完了。最新のICT環境が整備された校舎が完成。

## 交通
出典 : 
電車
| 路線名             | 最寄り駅     | 徒歩所要時間 |
| ------------------ | ------------ | ------------ |
| 小田急小田原線     | 代々木八幡駅 | 8分          |
| 東京メトロ千代田線 | 代々木公園駅 | 8分          |
| 東京メトロ千代田線 | 代々木上原駅 | 10分         |
| 京王井の頭線       | 駒場東大前駅 | 10分         |

バス
| 乗車駅     | 系統             | 下車停留所                    | 運行事業者      |
| ---------- | ---------------- | ----------------------------- | --------------- |
| 渋谷駅     | 丘を越えてルート | 「望星高校」                  | ■京王バス       |
| 渋谷駅     | 渋63・渋64       | 「代々木八幡駅入口」、徒歩6分 | ■京王バス       |
| 阿佐ケ谷駅 | 渋66             | 「代々木八幡駅入口」、徒歩6分 | ■京王バス ■都営 |

## コース
- 放送教育コース
- 技能連携コース

### 技能連携校
- 町田調理師専門学校
- 町田美容専門学校
- 二葉ファッションアカデミー
- 国際製菓専門学校
- 富士調理技術専門学校
- 東海文化専門学校
- 安城生活福祉高等専修学校
- 広島生活福祉専門学校
- 岩谷学園高等専修学校
- 生蘭高等専修学校（2024年度から）

## 行事
- 新入生歓迎会
- 建学祭（東海大学系列校の学園祭）
- クリスマス会
- 夏季野外教室（群馬県）
- 冬季野外教室（スキー実習）
- 東海大学湘南・高輪校舎見学会

通信制課程の高校としては豊富な学校行事が用意されている。

## 部活動・同好会
- 剣道部
- サッカー部
- 柔道部
- 卓球部
- テニス部
- バスケットボール部
- バドミントン部
- バレーボール部
- 野球部(軟式)
- 演劇部
- 音楽部
- 家庭科部
- 写真部
- 将棋部
- パソコン部
- 文芸部
- ボランティア部
- 漫画研究部
- 映画部
- 合唱同好会
- 科学部
- フラダンス同好会

## 卒業後の進路
全国の通信制高校の中でも抜群に大学進学実績が優れていることが特徴。
通信制ではあるが他の付属高校と同じ条件で東海大学への付属推薦入試が受けられ、毎年多くの生徒が東海大学、東海大学短期大学部、ハワイ東海インターナショナルカレッジ（HTIC）などに内部進学している。内部進学を目指すには通常の授業の他に、内部進学希望者必須のカリキュラムが用意されている。また、学園基礎学力定着度試験（全付属高校対象の統一試験）に向けての講座や小論文対策なども実施されている。
東京大学や東京芸術大学、東京外国語大学などの国公立大学、早稲田大学、慶應義塾大学、上智大学、MARCH、日本大学などの難関大学の合格者数も年々伸ばしてきており、近年の合格実績は他の付属高校を含む全日制高校にも見劣りしないほどである。また、医学部への進学実績もある。高校入試の難易度に対して大学進学実績がこれほどまでに優れている高校は全国でも他に類を見ない。
専門学校への進学希望者もおり、校内の進路説明会などには専門学校から担当者が派遣され、学校説明や分野の説明が行われる。最近では自動車関係、動物関係、美容関係への進学が人気である。

## 著名な出身者

### 芸能
- えなりかずき
- 吉武怜朗
- 橘柊生
- 栗原類
- 藤原理恵
- 松居直美
- hitomi
- 一色紗英
- 川村わかな
- 中村映里子
- 榮倉奈々
- 芳根京子
- 夏帆
- 大野智
- 井ノ原快彦

### サッカー
- 梶山陽平
- 吉本一謙
- 森本貴幸
- 佐々木渉
- 玉乃淳

### 実業家
- 松本清雄 - マツモトキヨシ代表取締役（中退）

### 政治家
- 藪原太郎 - 武蔵野市議会議員

### その他
- 与国秀行 - 幸福の科学出家者、YouTuber

## 備考
- エフエム東京の前身はFM東海であり、望星高校の放送講座を配信するために開設された。現在もFM東京の筆頭株主は東海大学である。
- 東海大学付属高校14校のうち、13校の校歌はメロディが同じである（全校とも作詞松前重義・作曲松前紀男）が、望星高校のみ大学と同じ校歌を採用している。